# 银川轨道交通
银川轨道交通是中华人民共和国宁夏回族自治区银川市计划中的轨道交通系统。计划由4条地铁和2条市郊铁路组成。另有已经建成的花博园云轨。
2016年12月11日，银川市发展和改革委了解初步确定建设7条城市轨道交通线。根据《银川市城市轨道交通线网规划》设计，1、2、3号线为市区骨干线，4号线和银新线为辅助加密线，市郊铁路包含滨宁线和永贺线。滨宁线和银新线有望先行开建。2019年9月，银川发改委表示银川拟按照国务院52号文件要求，对银川市轨道交通建设规划进行修改完善，待市政府批复后逐级上报自治区政府和国家发改委进行报批。

## 线路规划
2018年7月，国务院办公厅下发《国务院办公厅关于进一步加强城市轨道交通规划建设管理的意见》，银川符合建设轻轨的要求，目前已经完成了《银川轨道交通建设规划》的市一级评审工作，在报送自治区后，自治区认为采用高架的敷设方式分割城市，影响景观等原因，目前还在讨论研究，待后期研究确定敷设方式后，由自治区报送国家发改委。

### 花博园云轨
銀川雲軌1號線已经建成运营。

### 1号线
1号线规划全长28.9公里，共设25座车站。起于怀远路西端规划的西夏客运站，止于望远组团望通路。

### 2号线
2号线规划全长26.7公里，共设20座车站。起于望远组团望银路，止于丰登镇元宝湖。

### 3号线
3号线规划全长31.7公里，共设22座车站。起于宝湖路西端的经开区，止于贺兰县。

### 4号线
4号线规划全长24.6公里，共设16座车站。起于经开区文昌南站，止于大新镇八里桥客运站。

### 银新线
银新线规划全长10.2公里，前身是银新铁路。起于银川老火车站出来，止于兴庆区双城门附近的小南门货场。

### 滨宁线
滨宁线规划全长线路主线全长51.0公里，共设12座车站。将外围的滨河经济试验区、宁东组团和中心城区相连接。

### 永贺线
永贺线也是一条市域线，将永宁县、贺兰县与中心城区相连接。